# Алтуф'єво (станція метро)
55°53′52″ пн. ш. 37°35′13″ сх. д. / 55.89778° пн. ш. 37.58694° сх. д.
«Алту́ф'єво» (рос. Алтуфьево) — 150-а станція Московського метрополітену, кінцева північного радіусу Серпуховсько-Тимірязєвської лінії. Відкрита 15 липня 1994 при продовженні лінії на північ від станції «Бібірево».
Названа по історичній місцевості, поряд з якою розташована, а також по Алтуф'євському шосе.

## Технічна характеристика
Конструкція станції — односклепінна мілкого закладення (глибина закладення — 9 м).

## Оздоблення
Колійні стіни оздоблені чорним мармуром, підлога викладена чорним і сірим гранітом. У бічних нішах склепіння розташовані оригінальні світильники. В 2013 році у світильниках ртутні лампи були замінені люмінесцентними лампами, що підвищило якість освітлення. Склепіння з монолітного залізобетону спирається на попередньо споруджені «стіни в ґрунті».
Неохайний вигляд станції підкреслюється численними потьоками, викликаними ушкодженням гідроізоляції при зворотній засипці ґрунту після будівництва станції. «Метрогіпротранс» веде розробку проекту реконструкції станції з відновленням пошкоджень і посиленням гідроізоляції.

## Вестибюлі
Виходи зі станції ведуть через підземні переходи до перетину Алтуф'євського шосе з Череповецької вулицею і вулицею Лєскова. Через північний вестибюль  — по сходах на Алтуф'євське шосе, до вулиць Череповецької і Лєскова. Через південний вестибюль — по сходах на Алтуф'євське шосе, Шенкурський проїзд, до вулиць Череповецької і Лєскова.

## Колійний розвиток

Колійний розвиток станції «Алтуф'єво»

Станція з колійним розвитком — 6 стрілочних переводів, перехресний з'їзд, 2 станційні колії для обороту та відстою рухомого складу і 2 колії для відстою рухомого складу. В оборотних тупиках розташовано пункт технічного огляду.

## Пересадки
- Автобуси: 53, 92, 98, 259, 284, 352, 559, 571, 601, 644, 685, 705, 774, 815, 836, 867, 909, 928, т73, т80, н9; 
  - обласні: 270, 271, 273, 302, 303, 310, 401, 456, 459, 519, 545, 572, 1062

| Попередня станція | Лінія | Лінія                            | Лінія | Наступна станція |
| ----------------- | ----- | -------------------------------- | ----- | ---------------- |
| Кінцева           |       | Серпуховсько-Тимірязєвська лінія |       | Бібірево         |